# Sant'Agata in carcere visitata da san Pietro
Sant'Agata in carcere visitata da san Pietro è un dipinto a olio su tela del pittore francese Simon Vouet. È conservato presso la Galleria Regionale del Palazzo Abatellis di Palermo. Proviene dall'ex collegio dei Gesuiti al Cassaro. 

## Descrizione
L'opera ritrae sant'Agata, una vergine catanese che venne imprigionata e torturata a causa della sua fede cristiana, prima di venire uccisa. Durante la sua prigionia, Agata ha una visione e vede davanti a sé un angelo che regge una candela e san Pietro, uno dei dodici apostoli di Cristo, nonché uno dei primi martiri. Il santo guarisce i suoi seni, che le erano stati strappati con degli strumenti di tortura.
Il gesto della mano che indica il petto di Agata richiama quello di Gesù nel dipinto caravaggesco Vocazione di San Matteo, che si trova alla chiesa di San Luigi dei Francesi a Roma. L'opera è anche influenzata da un quadro sullo stesso tema artistico dipinto da Giovanni Lanfranco nel 1614 circa, oggi conservato alla galleria nazionale di Parma: entrambe le tele raffigurano la santa illuminata, un angelo che regge una candela e san Pietro in controluce, anche se nell'opera di Vouet l'apostolo è più illuminato rispetto al quadro di Lanfranco.